# Zabersdorf
Zabersdorf je naselje v Občini Krka v Okraju Šentvid ob Glini na Koroškem v Avstriji.